# Clossiana lucki
Clossiana lucki är en fjärilsart som beskrevs av Reuss 1923. Clossiana lucki ingår i släktet Clossiana och familjen praktfjärilar. Inga underarter finns listade i Catalogue of Life.